# Фердинандо Шана
Фердинандо Шана (на италиански: Ferdinando Scianna) е италиански фотограф и фоторепортер. Известни са сериите от негови портрети на Анри Картие-Бресон, Ролан Барт, Дача Мараини, Леонардо Шаша, Хорхе Луис Борхес.

## Биография
Роден е в Багерия. Завършва Университета на Палермо, където следва философия и история на изкуството. Първия си албум „Религиозните празници на Сицилия“ отпечатва през 1965 г. (с есе на Леонардо Шаша; отличен е с грамота в конкурса за наградата „Надар“, 1966). През 1967 г. се премества в Милано, където става сътрудник на всекидневния вестник Еуропео. През 1970-те години пише на политически теми за Le Monde diplomatique и за литература и фотография за La Quinzaine Littéraire. През 1977 г. отпечатва албумите „Сицилийците“ (във Франция) и „Вилата на чудовищата“, а през 1989 г. – „Формите на хаоса“ (с предговор на Мануел Васкес Монталбан).
От 1982 г. започва да работи за известната фотографска агенция Magnum Photos, през 1989 г. става негов щатен сътрудник.